# 平治物語絵巻

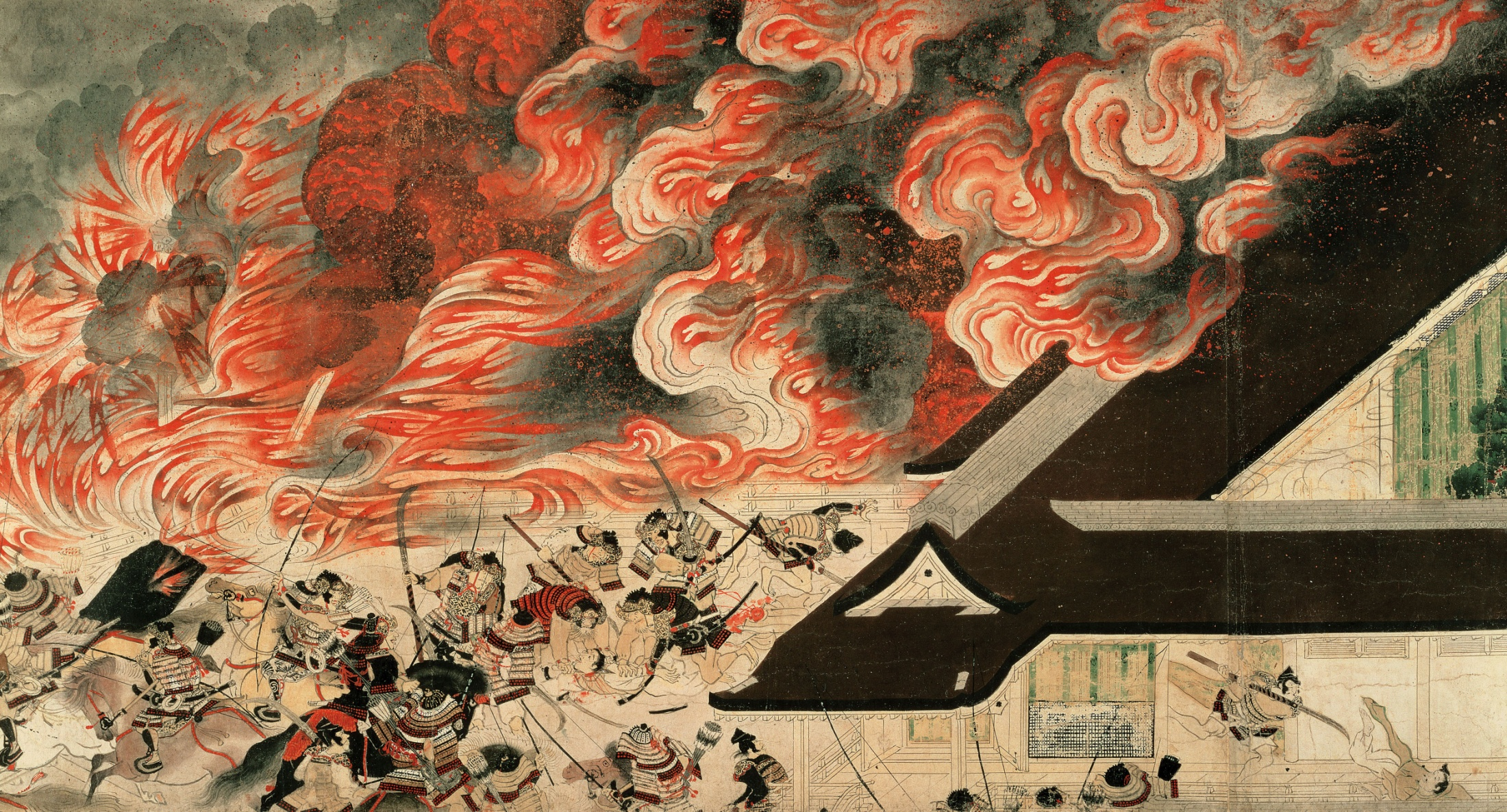
平治物語絵巻 (三条殿焼討)

平治物語絵巻（へいじものがたりえまき）は、鎌倉時代（13世紀後半）の絵巻である。紙本着色。「平治の乱」に取材した軍記物語『平治物語』を絵巻化したものである。鎌倉絵巻の最高峰の1つ。住吉慶恩の作といわれる。
かつては十数巻あったといわれるが、現存するのは、ボストン美術館蔵の「三条殿夜討の巻」、静嘉堂文庫蔵の「信西の巻」、東京国立博物館蔵の「六波羅行幸の巻」(国宝) の3巻と、諸所分蔵の「六波羅合戦の巻」残欠14図である。
この他に、散逸前に模写された墨書きによる「白描模本」が多く残されており、断片のみ残る「六波羅合戦の巻」を含めて失われた巻の概要を知ることができる。特に、遠山記念館には狩野養長が模写・着色した「待賢門合戦巻」の前半1巻、「六波羅合戦巻」の全体2巻が残されており、ともに実物が現存していないため貴重である。
伏見宮貞成親王の日記『看聞御記』に平治絵が山門の秘蔵として西塔にあったことが記されている。